# 141
141 (CXLI) var ett normalår som började en lördag i den julianska kalendern.

## Händelser

### Okänt datum
- Antoninus Pius och Faustinas tempel uppförs på Forum Romanum i Rom efter Faustinas död.
- Felix efterträds som patriark av Konstantinopel av Polycarpus II.
- Den sjätte nedtecknade perihelionpassagen för Halleys komet äger rum.
- Detta är det sista året i den östkinesiska Handynastins Yonghe-era.